# Lacunosus
Le lacunosus (latin pour interstice ou lacune) est une variété de plusieurs espèces de nuages en bancs, en nappes ou en couches généralement assez mince. Ils sont caractérisés par la présence de trous limpides et arrondis, répartis plus ou moins régulièrement, et dont plusieurs ont des bords effilochés. Les éléments nuageux et les trous limpides sont souvent disposés de telle manière que leur aspect suggère celui d'un filet ou d'alvéoles d'abeille,.
Ce terme s'applique principalement aux cirrocumulus et aux altocumulus; très rarement aux stratocumulus. Les détails de ces nuages se modifient rapidement.
La forme nuageuse lacunaire a été décrite dès 1903, et ce terme a été appliqué aux cirrus, aux cirrocumulus et aux cirrostratus. Le terme lacunaris a été introduit en 1930 et appliqué seulement aux cirrocumulus et aux altocumulus dans l’Atlas International des nuages et des états du ciel. En 1951, le terme lacunaris a été remplacé par le terme lacunosus qui lui est préférable étymologiquement. Lors de la rédaction finale de l'Atlas, l'emploi du terme lacunosis a été étendu aux stratocumulus.

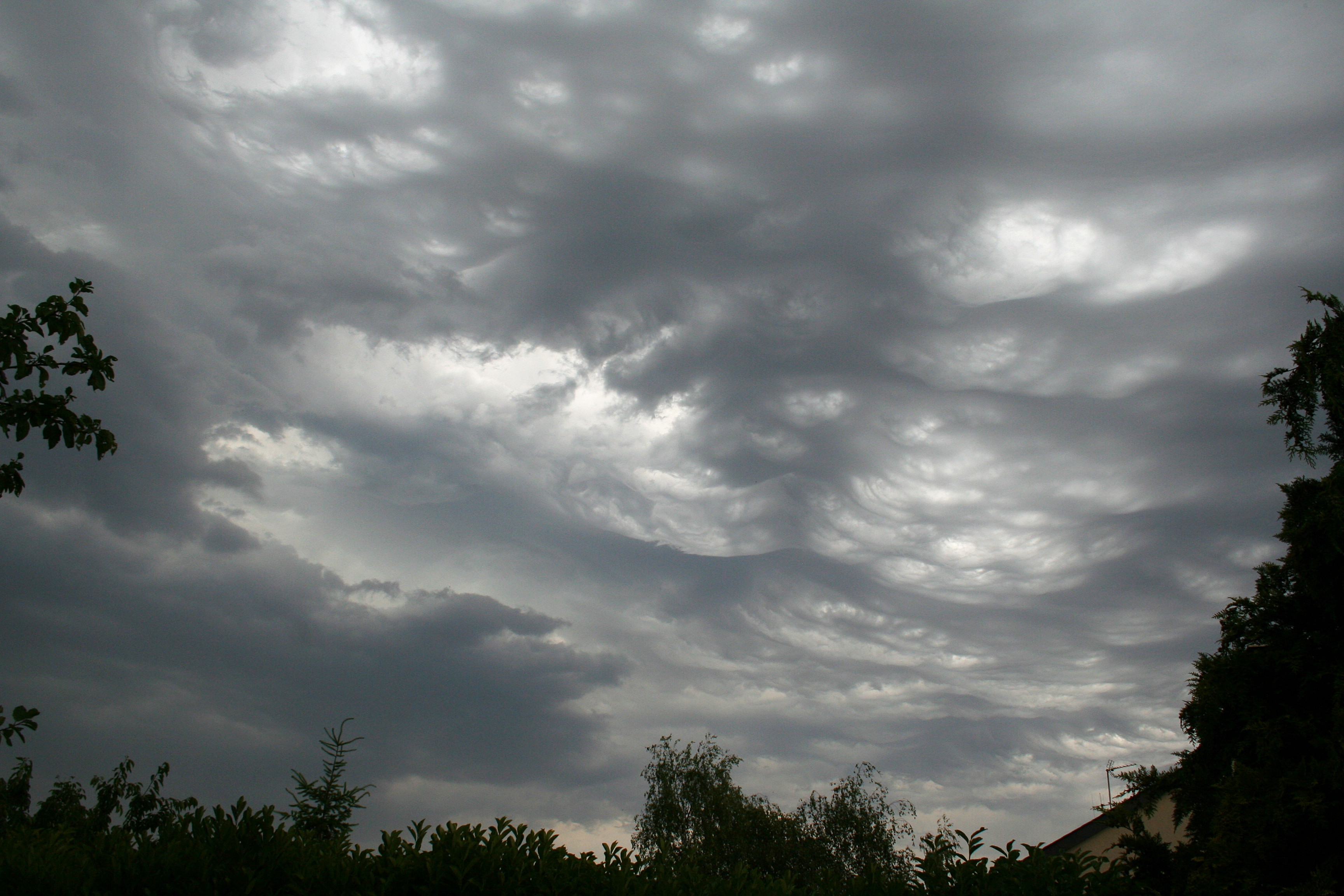
Stratocumulus lacunosus
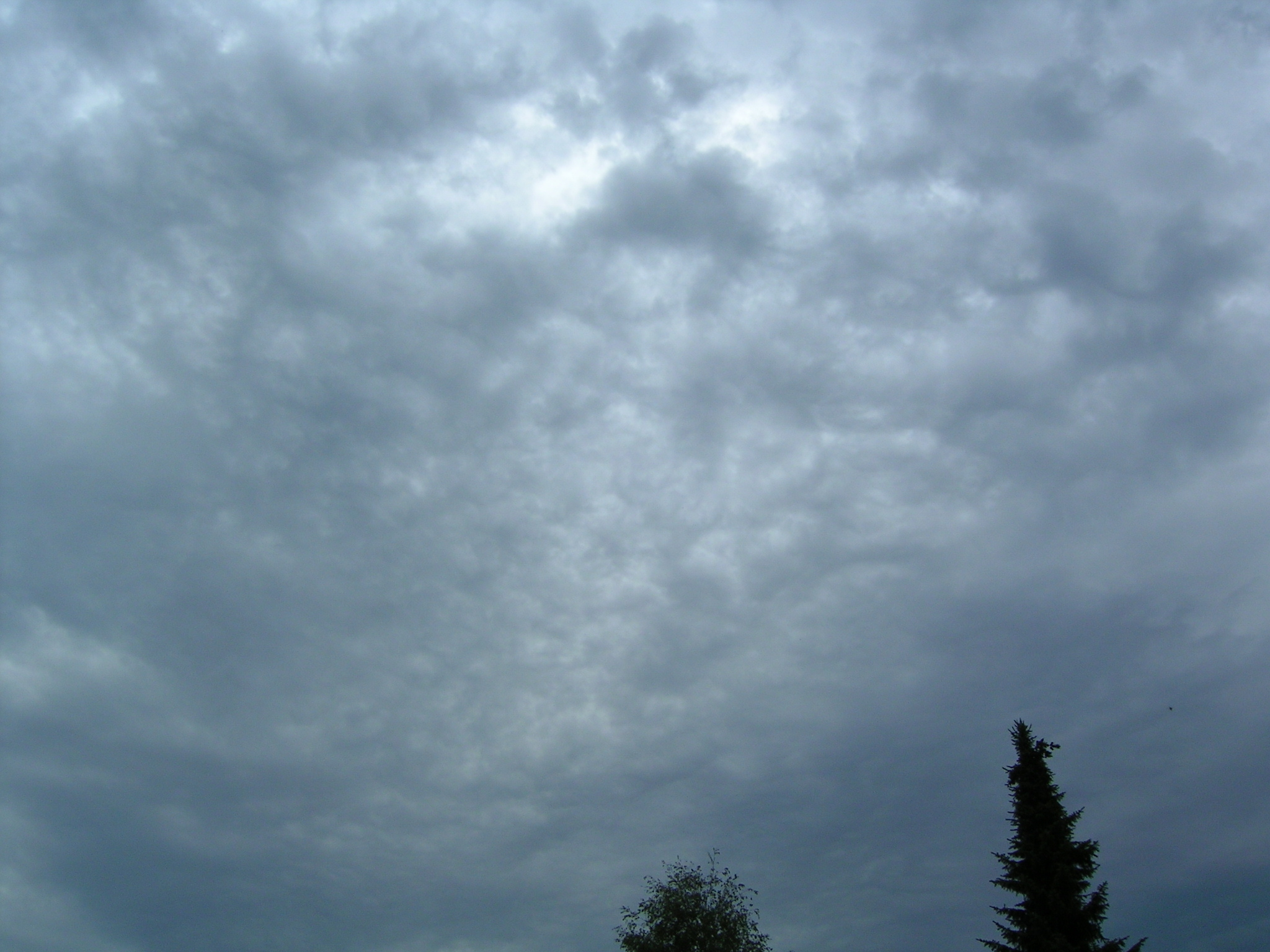
Altocumulus lacunosus
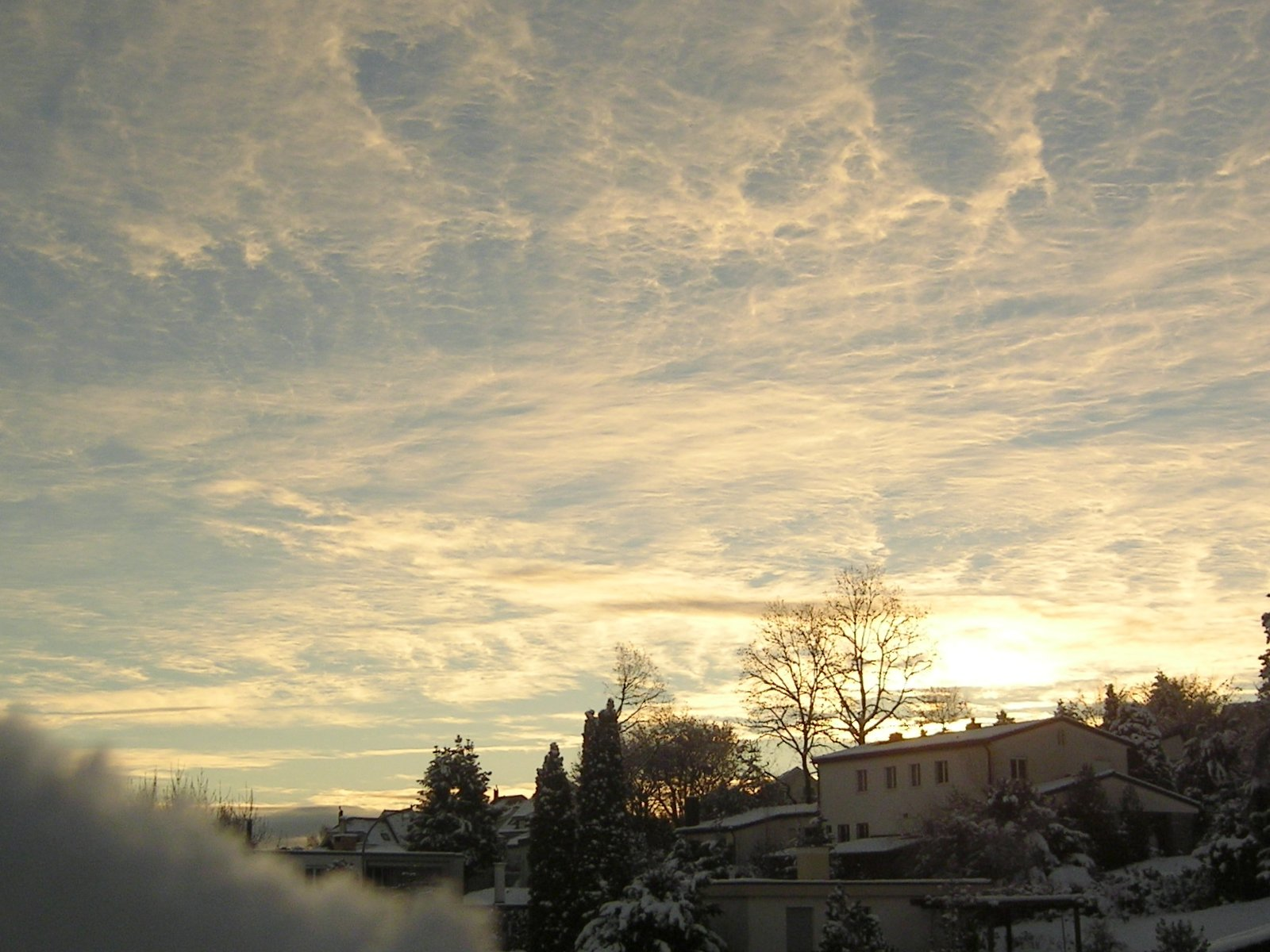
Cirrocumulus lacunosus